# Mögölen (Kättilstads socken, Östergötland, 644111-151223)
Mögölen är en sjö i Kinda kommun i Östergötland och ingår i Storåns huvudavrinningsområde.